# Chen Nien-Chin
Chen Nien-Chin (10 de mayo de 1997) es una deportista taiwanesa que compite en boxeo. Participó en tres Juegos Olímpicos de Verano entre los años 2016 y 2024,obteniendo una medalla de bronce en París 2024 en la categoría de 66 kg.

## Biografía
Chen Nien-Chin nació en el condado de Hualien, Taiwán. Es de ascendencia austronesia, con un padre de origen Amis y una madre de origen Bunun. 
En 2019, le diagnosticaron linfoma de Hodgkin en etapa II, pero se recuperó en 2020 después de someterse a quimioterapia intensiva. Tras su recuperación, compitió en los Juegos Olímpicos de Tokio 2020 y París 2024. En 2022 se le otorgó el premio Premio Presidencial de Educación.

## Palmarés internacional
| Juegos Olímpicos | Juegos Olímpicos | Juegos Olímpicos  | Juegos Olímpicos |
| Año              | Lugar            | Medalla           | Categoría        |
| ---------------- | ---------------- | ----------------- | ---------------- |
| 2024             | París (Francia)  | Medalla de bronce | 66 kg            |